# Archiano
L'Archiano è un torrente della provincia di Arezzo.

## Percorso
Il torrente nasce dalle montagne dell'Alto Casentino dal Passo dei Mandrioli (1173 m s.l.m., sopra il piccolo paese di Badia Prataglia nel centro del Parco Nazionale delle Foreste Casentinesi. Dopo un percorso tortuoso di circa 15 km si getta nelle acque del fiume Arno, presso Bibbiena.

## L'Archiano nella Divina Commedia
Il torrente Archiano è citato da Dante Alighieri nella Divina Commedia:
ti travïò sì fuor di Campaldino,
che non si seppe mai tua sepultura?"
"Oh!" rispuos'elli, "a piè del Casentino
traversa un'acqua c'ha nome l'Archiano,
che sovra l'Ermo nasce in Apennino.»
(Dante Alighieri - Divina Commedia (Purgatorio Canto quinto vv. 91 e segg.)